# ويليام كوروين ستيوارت
ويليام كوروين ستيوارت هو محامي وضابط وقاضي وسياسي أمريكي، ولد في 28 أبريل 1920 في كنوكسفيل في الولايات المتحدة، وتوفي في 12 أغسطس 2010 في تشارشن في الولايات المتحدة. انتخب عضو مجلس ولاية آيوا ‏.